# Chromatomyia gentii
Chromatomyia gentii este o specie de muște din genul Chromatomyia, familia Agromyzidae, descrisă de Friedrich Georg Hendel în anul 1920. Conform Catalogue of Life specia Chromatomyia gentii nu are subspecii cunoscute.